# Jan Wojtyga (nauczyciel)
Jan Wojtyga (ur. 1 września 1854 w Otałężu, pow. mielecki, zm. 17 maja 1913 w Krakowie) – nauczyciel, działacz oświatowy, poseł konserwatywny do austriackiej Rady Państwa.

## Życiorys
Ukończył gimnazjum w Tarnowie i Instytut Kształcenia Nauczycieli w Krakowie. Młodszy nauczyciel  w dwuklasowej szkole oddziałowej męskiej w Półwsi Zwierzynieckiej (1875) (od 1909 część Krakowa). Nauczyciel i kierownik szkoły dwuklasowej w Kwaczale, w pow. chrzanowskim (1877-1880), następnie dwuklasowej szkoły w Bieńczycach (1881-1891), dwuklasowej szkoły Grzegórzkach (1892-1893) i 5-klasowej etatowej szkoły mieszanej – od 1909 szkoły krakowskiej nr 31 mieszanej w Półwsi Zwierzynieckiej (1894-1913) w pow. krakowskim. Członek Okręgowej Rady Szkolnej w Krakowie (1888-1889, 1892-1894-1899). Członek państwowej Komisji Egzaminacyjnej dla nauczycieli w Krakowie (1909-1913).
Członek Zarządu Głównego Towarzystwa Oświaty Ludowej w Krakowie (1909-1910). Wiceprzewodniczący (1906–1907) członek Zarządu (1908-1910) Polskiego Towarzystwa Pedagogicznego we Lwowie, od 1908 był członkiem honorowym towarzystwa.
Był posłem do austriackiej Rady Państwa X kadencji (31 stycznia 1901 – 30 stycznia 1907), wybrany w kurii IV (gmin wiejskich) w okręgu wyborczym nr 1 (Kraków-Wieliczka–Chrzanów). W parlamencie austriackim należał do Koła Polskiego w Wiedniu, najpierw do grupy konserwatystów krakowskich – stańczyków, potem od 1904 do Polskiego Centrum Ludowego.

## Rodzina i życie prywatne
Syn nauczyciela ludowego Wojciecha. Ożenił się z Heleną z Majewskich, z którą miał dwie córki i trzech synów. Został pochowany na Cmentarzu Salwatorskim w grobowcu rodzinnym (sektor SC3-A-4).

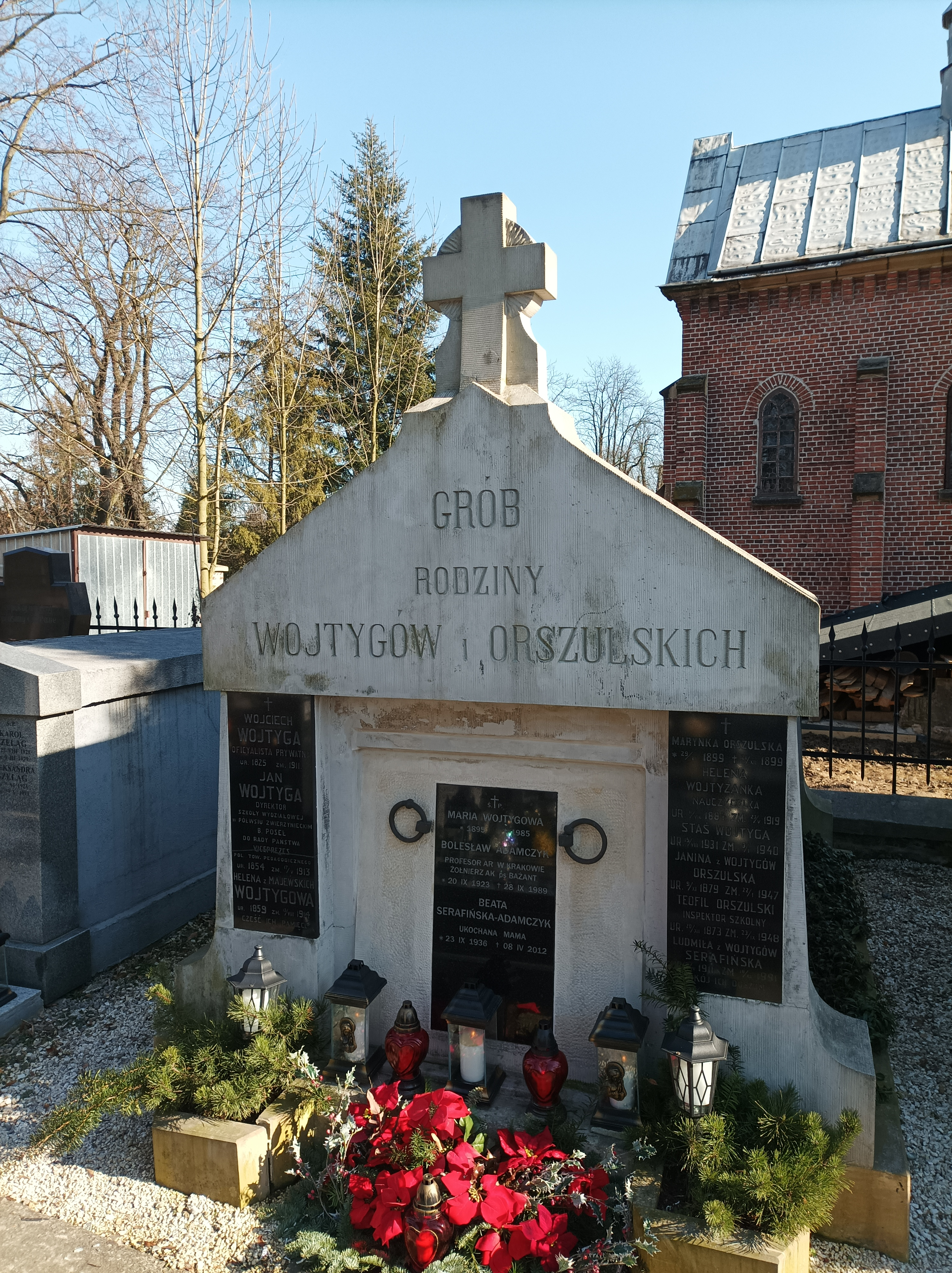
Grób Jana Wojtygi i Bolesława Adamczyka na cmentarzu Salwatorskim w Krakowie